# St. Leonhard (Reutern)

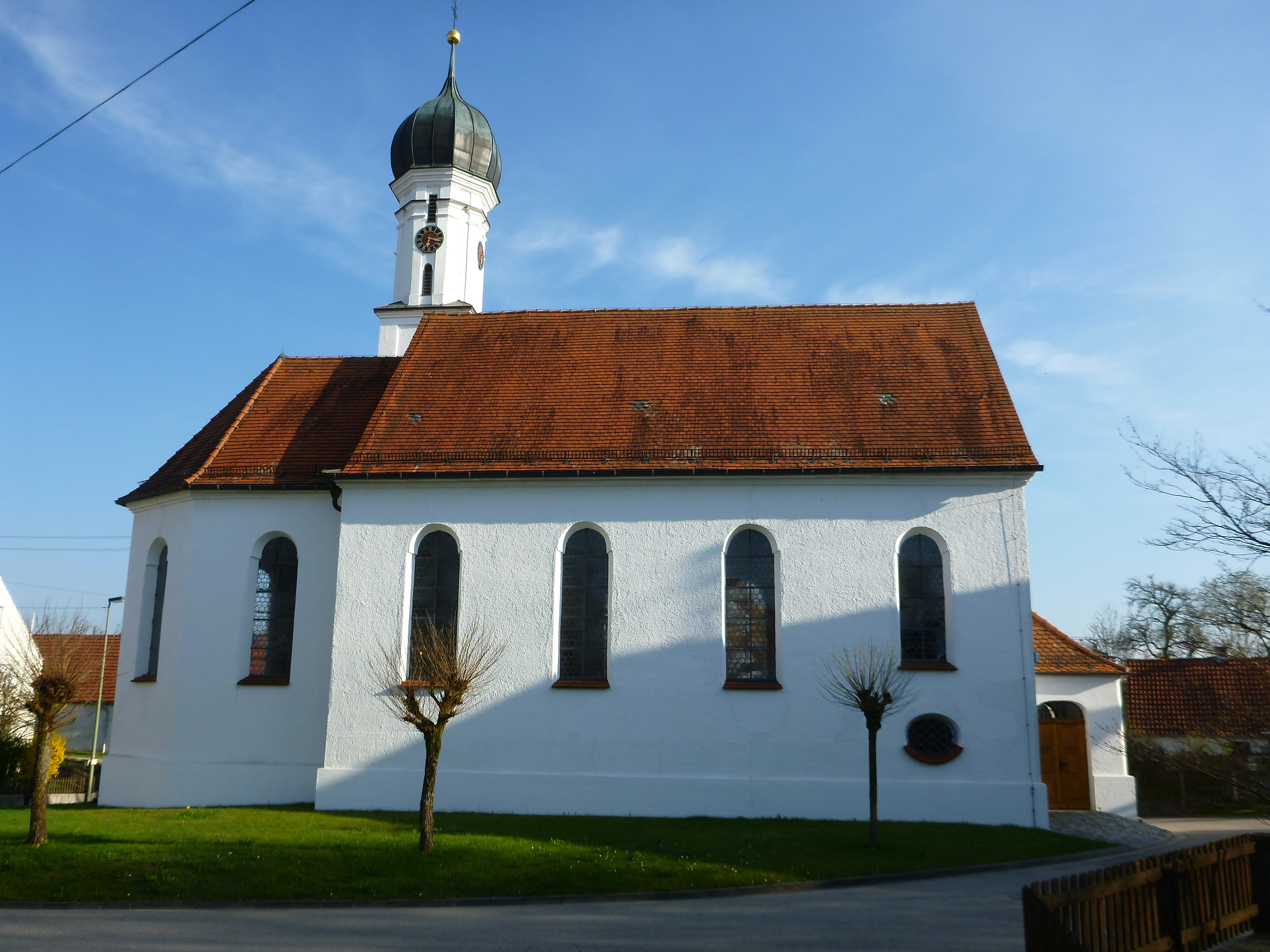
St. Leonhard in Reutern

Die katholische Pfarrkirche St. Leonhard in Reutern, einem Ortsteil der Marktgemeinde Welden im schwäbischen Landkreis Augsburg in Bayern, wurde 1724/25 errichtet und ist ein geschütztes Baudenkmal.

## Geschichte
Seit dem frühen 14. Jahrhundert gehörte der Weiler Ehgatten und das neu entstandene Dorf Reutern zur Pfarrei Welden. Die heutige Kirche wurde 1724/25 an Stelle einer kleinen Kapelle von dem Maurermeister Johann Off aus Adelsried und Zimmermeister Hans Gaffler aus Welden erbaut. Die Pläne stammten vermutlich vom Stuckateur und Hofbaumeister Balthasar Suiter aus Dillingen an der Donau. Die Grundsteinlegung fand am 26. April 1724 statt. Die Baukosten beliefen sich auf 1642 Gulden. Die Kirche ist dem Schutzheiligen des Viehs und Pferdepatron Leonhard von Limoges gewidmet.
Am 14. August 1788 verursachte ein Blitzeinschlag ein Feuer, das den Kirchturm entzündete und die Glocke zum Schmelzen brachte. Die Wiederherstellung kostete 564 Gulden. 1865 ist Reutern zur eigenen Pfarrei erhoben worden. 1901/02 wurde das Langhaus der zu klein gewordenen Kirche um eine Achse verlängert. 1950 wurden vier neue Glocken für den Kirchturm erworben. Innenrenovierungen fanden 1990 und 1999 statt. Bereits um den Vorgängerbau der heutigen Kirche befand sich nachweislich seit dem 18. Jahrhundert ein Friedhof, der im 20. Jahrhundert aufgelassen wurde. Die Pfarrei gehört gegenwärtig zur Pfarreiengemeinschaft Welden im Dekanat Augsburg-Land im Bistum Augsburg.

## Architektur
Der Saalbau besitzt eine korbbogige Stichkappentonne und einen eingezogenen Chor mit dreiseitigem Schluss. Südlich befindet sich ein sechsgeschossiger Turm mit Zwiebelhaube.

## Ausstattung

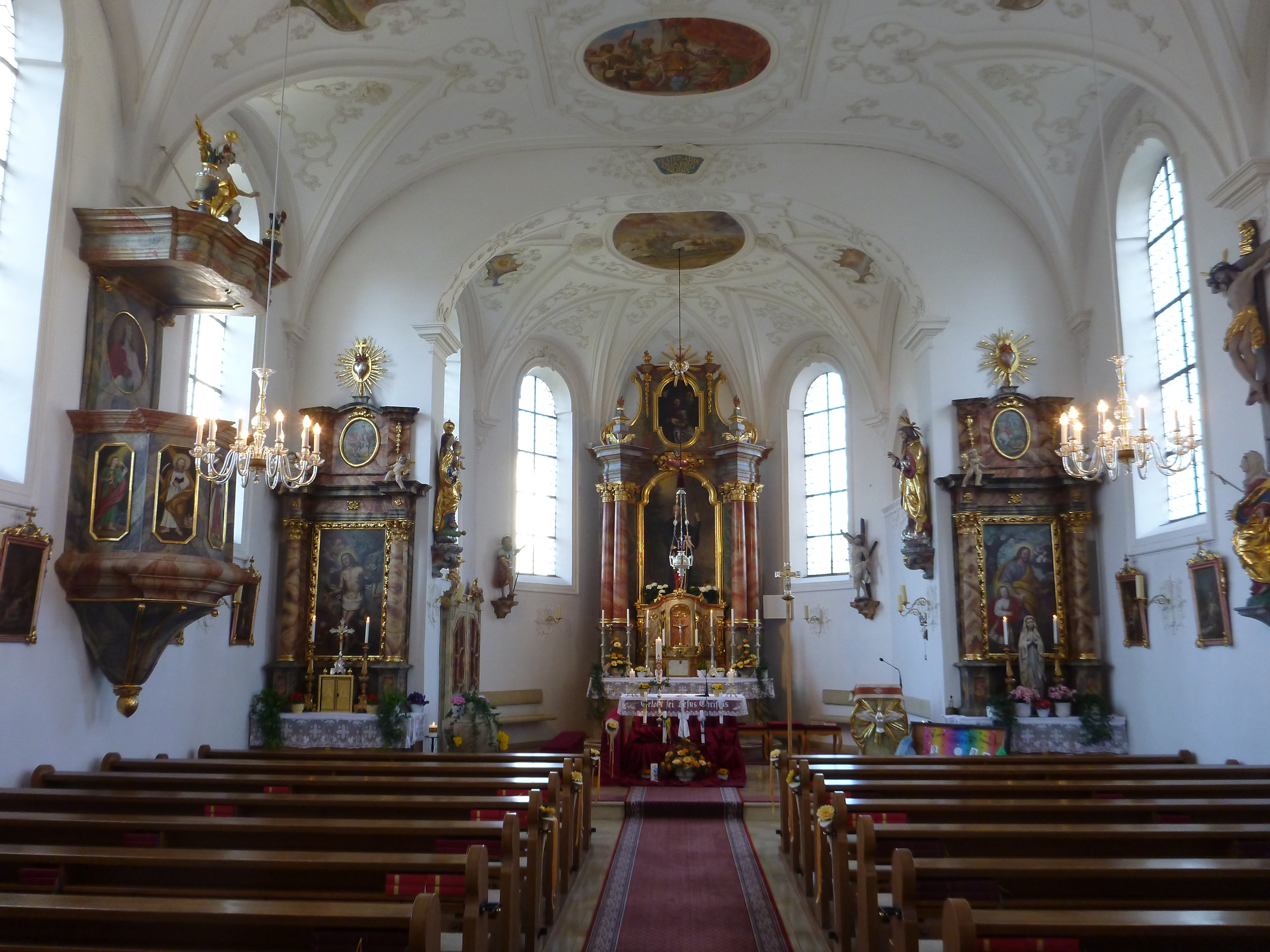
Innenraum

Den Hochaltar mit dem Bildnis des hl. Leonhard fertigte Andreas Grabmayr 1726. Die Seitenaltäre entstanden vermutlich in Binswangen; sie zeigen die Bildnisse des hl. Sebastian und des hl. Joseph, gemalt von Philipp Jakob Herz. Die Deckenfresken mit Szenen aus dem Leben des hl. Leonhard schuf wohl der Maler Anton Wenzelaus Haffe aus Dillingen um 1725. Sie zeigen im Langhaus die Taufe des Heiligen Leonhard als Helfer der Armen und seine Predigt vor den Tieren.

## Geläut
Im Ersten Weltkrieg wurden zwei Glocken herabgenommen und 1920 durch den Kauf von drei neuen ergänzt. Im Zweiten Weltkrieg wurden ebenfalls zwei Glocken abgegeben. 1950 wurden drei neue Glocken von der Gießerei Wolfhart aus Lauingen angeschafft. Gegenwärtig besteht das Geläut aus vier Glocken. Sie tragen die Inschriften:
1. „HL. LEONHARD BITTE FÜR UNS“
2. „HL. MARIA – KÖNIGIN DES FRIEDENS BITTE FÜR UNS“
3. „HL. FLORIAN SCHÜTZE UNS VOR BLITZ UND FEUER GESTIFTET VON DER FREIWILLIGEN FEUERWEHR REUTERN IM HEILIGEN JAHR 1950“
4. „S. MICHAEL, VENI IN ADJUTOREM POPULO DEI 1920“